# Des Bleus et des dentelles
 (février 2012).
Si vous disposez d'ouvrages ou d'articles de référence ou si vous connaissez des sites web de qualité traitant du thème abordé ici, merci de compléter l'article en donnant les références utiles à sa vérifiabilité et en les liant à la section « Notes et références ».
Des Bleus et des dentelles est la vingt-deuxième histoire de la série Les Tuniques bleues de Lambil et Raoul Cauvin. Elle est publiée pour la première fois du no 2384 au no 2387 du journal Spirou, puis en album en 1985. 

## Résumé
Lors d'une bataille opposant le Sud au Nord, le caporal Blutch est grièvement blessé à la jambe par un obus tombé dans la tranchée où Blutch était abrité en compagnie du sergent Chesterfield. Il est porté à l'infirmerie. Pendant ce temps, le général Alexander a fait venir des infirmières pour aider le docteur du camp. Elles attirent une nuée de curieux, tout le monde se faisant porter blessé pour être soigné par ces infirmières, le soldat Burke déguisé en femme surnommé « Miss Bertha » (dont le capitaine Stark tombera amoureux) est chargé de maintenir la discipline et de faire le "tri" parmi les "blessés". Blutch tombe soudainement "amoureux" de l'une d'entre elles : Miss Jenny. À partir de ce moment, ils passent beaucoup de temps ensemble à parler de la répugnance que leur inspire l'armée. Blutch demande à Chesterfield d'aller demander au général Alexander la permission de se marier avec Jenny en prétextant que celle-ci est enceinte d'un soldat mort. Ce dernier accepte, et tous les hommes se mettent à préparer la cérémonie (fictive mais seuls les hommes de troupes sont au courant : l'état-major et le sergent Chesterfield sont convaincus de la véracité du fait). Blutch et Jenny partent du camp pour leur "lune de miel" mais croisent des confédérés sur leur chemin. Ils retournent au camp et préviennent Alexander que les sudistes ont contourné leurs positions. Aussitôt, Alexander déclenche l'attaque générale et s'empare des positions sudistes. Lorsque ceux-ci arrivent, il est trop tard, les nordistes sont installés sur leurs positions. Miss Jenny regagne son poste d'infirmière, Blutch se voit déguisé en femme (le soldat Burke retourne à son poste) et Chesterfield charge en compagnie du capitaine Stark.

## Personnages
- Sergent Chesterfield
- Caporal Blutch
- Général Alexander
- Capitaine Stark

## Analyse

### référence historique

#### Historique
Avant et au commencement de la guerre civile, il n’existait qu’un travail pour une femme dans l’armée : la matrone. Le seul acte médical qu’elles pouvaient exécuter était de distribuer les médicaments.
À cette époque, comme dans l'album, il n’y a que des hommes dans l’infirmerie/hôpital : un docteur et des officiers qui l'assistent. En réalité, le corps médical de l'armée était composé d'un chirurgien général appelé surgeron general, 30 chirurgiens et 83 adjoints. Ils ont chacun un grade sauf les esclaves noirs. Des officiers blessés ou/et convalescents doivent aider les chirurgiens mais les charges sont parfois trop lourdes et peuvent dégrader leur santé, ils ne sont pas de bonne volonté. Le directeur de l’hôpital de Danville en Viginie avait même déclaré : "Que des brutes de la campagne, incapables de faire la différence entre une bouteille d'huile de ricin et une baguette de fusil !". C'est ainsi que l'idée de faire venir des femmes dans le nord est née, les sudistes étant trop conservateurs, ils n'acceptaient pas du tout cette idée. L'expérience avait été tentée pendant la guerre de Crimée en Turquie (de 1853 à 1856), 38 femmes volontaires menées par Florence Nightingale grande pionnière de son époque et battante pour sa cause, elle a créé une école médicale pour femme en 1870 avec Elizabeth Blackwell. Leur travail a été une prouesse, elles ont fait chuter le taux de mortalité de l'hôpital de Scutari de 42,7 % à 2,2 %.
Pour les soldats, cette situation n'est pas évidente, pour eux, une femme n'a pas sa place dans ce genre d'endroit. D'ailleurs, c'est montré dans l'album. La femme a peur du sang mais il faut aussi protéger la nudité des hommes. Les femmes ne sont pas de cet avis et elles sont beaucoup à se battre dont Kate Cumming (en) qui avait déclaré : "Cette guerre est autant la nôtre que celle des hommes !". Il y a une autre figure importante : Dorothea Dix. C'est grâce à ces femmes que les infirmières militaires (d’abord durant la guerre de Sécession et puis après) existent.
Leur charge sera de plus en plus importante jusqu'à aujourd'hui.
Leur combat s’arrêta en 1861-1862, le gouvernement confédéré créa de nombreux hôpitaux et le congrès vota une loi pour fournir du personnel féminin dans les hôpitaux militaires. Il a donc été créé des places pour celles-ci : chef, assistance et infirmière en salle.

#### Méthodes
Dans la BD, Blutch devrait se faire amputer et des hommes arrivent avec une scie et une corde. Normalement, à cette époque, le patient était endormi (écrivait son accord lorsqu'il était conscient) et se faisait vraiment couper la jambe avec une scie. Grâce au progrès de la médecine, il était déjà possible de survivre à une amputation, après la coupe. Ils recousaient les peaux.